# Kabusan-ji
Kabusan-ji (神峯山寺) és un temple budista situat a Takatsuki, prefectura d'Osaka, Japó.

## Història
Es diu que el santuari va ser fundat l'any 697 per En no Gyōja per adorar Bishamonten. El príncep Kaijō (開城) va restaurar el temple budista l'any 774. Com a temple Imperial, Kabusan-ji tenia el mateix prestigi que el mont Hiei i el mont Katsuragi.
Com que el santuari acull una deïtat de la guerra, s'ha beneficiat de l'interès de les famílies Ashikaga, Toyotomi i Tokugawa. També és un lloc de pelegrinatge per als comerciants d'Osaka.

## Galeria

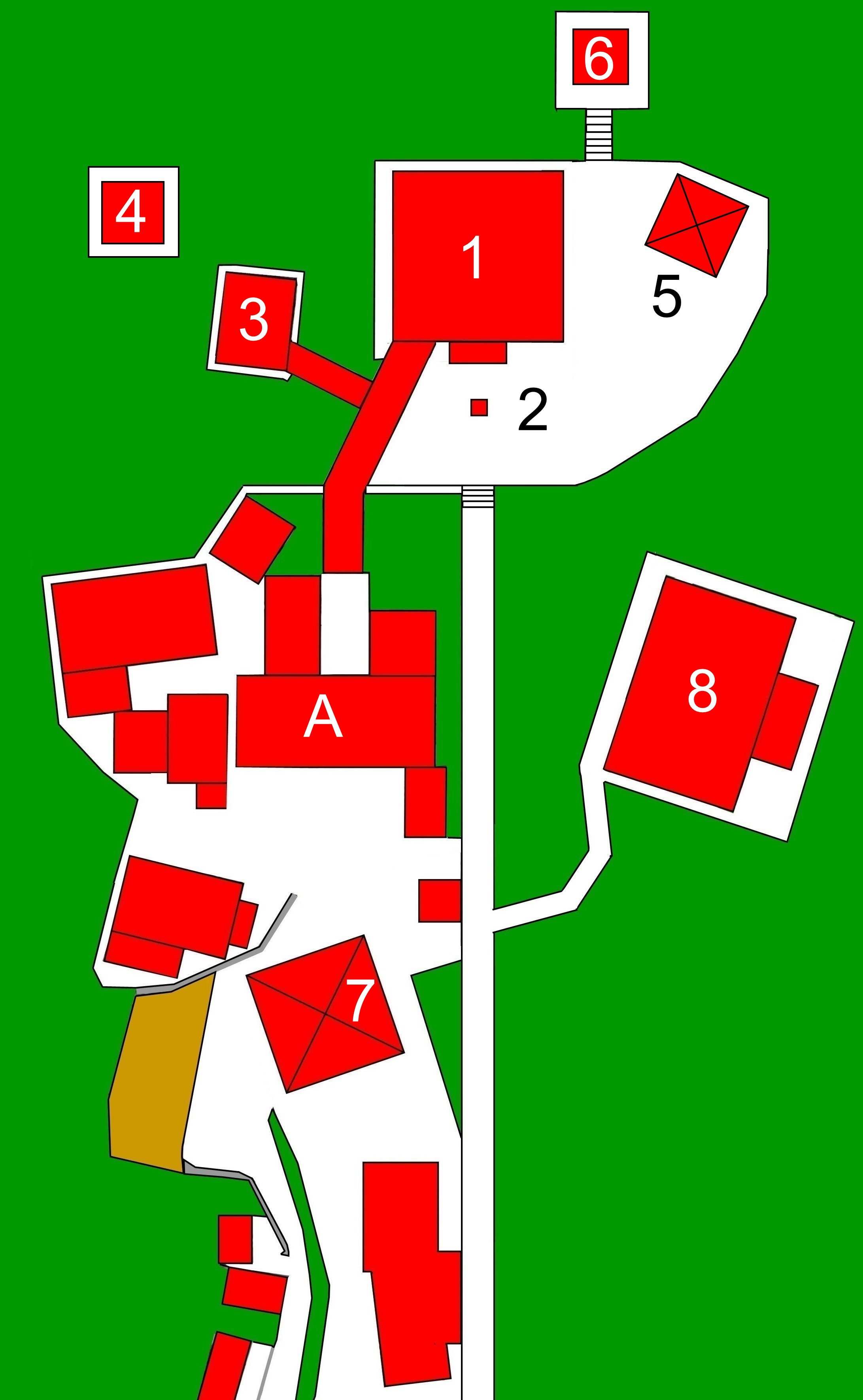
Mapa de Kabusan-ji.
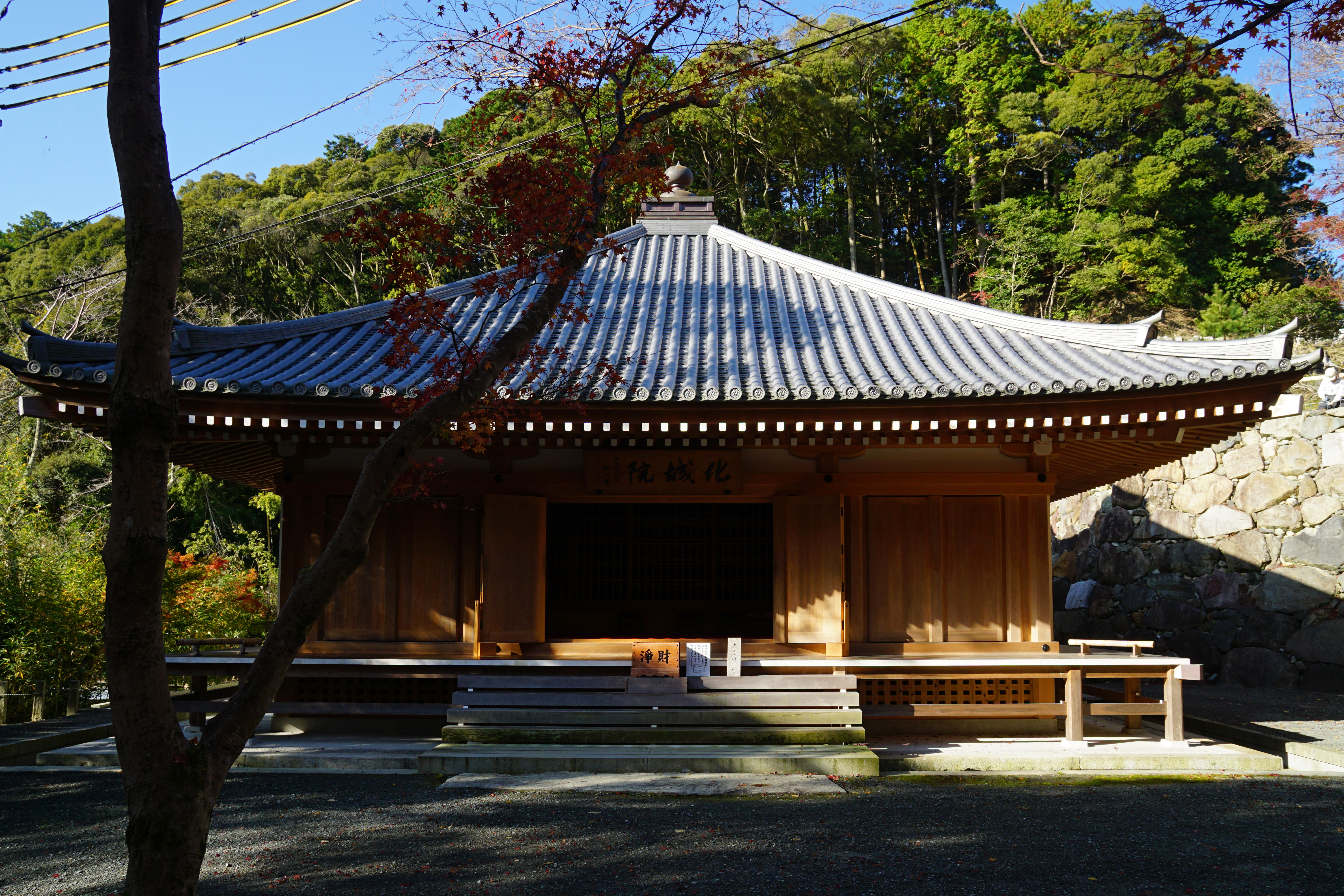
Kejo-in.